# 和田秀男
和田 秀男（わだ ひでお、1940年12月26日 - 2012年1月7日）は、日本の数学者。上智大学名誉教授、理学博士。愛知県名古屋市出身。

## 略歴
- 1940年（昭和15年）12月26日　名古屋市に生まれる
- 1959年（昭和34年） 3月 東京都立日比谷高等学校卒業
- 1959年（昭和34年） 4月 東京大学入学
- 1963年（昭和38年） 3月 　同理学部数学科卒業（理学士）
- 1963年（昭和38年） 4月 東京大学大学院数物研究科修士課程入学
- 1965年（昭和40年） 3月 　同課程修了（理学修士）
- 1965年（昭和40年） 4月 東京大学大学院数物研究科博士課程入学
- 1966年（昭和41年） 3月 　同課程中退
- 1966年（昭和41年） 4月 東京大学理学部助手
- 1971年（昭和46年） 4月 上智大学理工学部数学科講師
- 1974年（昭和49年） 4月 　同　助教授
- 1983年（昭和58年） 4月 　同　教授
- 2006年（平成18年） 3月 上智大学　定年退職
- 2006年（平成18年） 4月 上智大学　名誉教授
- 2012年（平成24年）1月7日　死去[1]

## 学位
- 1981年（昭和56年） 5月 理学博士（九州大学）

論文題目：Some computations on Fermat's last theorem

## 賞罰
- 1977年（昭和52年） 8月 第13回 L.R.Ford 賞を Mathematical Association of America より協同受賞

受賞論文：Diophantine Representation of the Set of Prime Numbers

## 所属学会
- （社）日本数学会
- NPO法人　パーソナルコンピュータ利用技術学会　理事

## 海外渡航および短期出張
- 1998年（平成10年） 4月 - 1999年（平成11年） 2月 ジョンズ・ホプキンス大学

## 主な論文
- Mass formula and structure of self-dual codes over {\displaystyle \scriptstyle \mathbb {Z} _{2^{*}}} (with K.Nagata, F.Nemenzo), to appear in Designs, Code and Cryptography (2012)
- On efficient computation of the 2-parts of ideal class groups of quadratic fields (with J. M. Basilla), Proc. Japan Acad. Ser. A Math. Sci. 80 (2004), no.10, 191-193
- On the Diophantine equation {\displaystyle x(x+1)\cdots (x+n)+1=y^{2}(17\leq n=odd\leq 27)}, Proc. Japan Acad. Ser. A Math. Sci. 79 (2003), no. 5, 99-100
- "Hasse principle" for free groups (with T. Ono), Proc. Japan Acad. Ser. A Math. Sci. 75 (1999), no.1, 1-2
- 素因子分解とコンピュータ, 数学, 38 (1986), no. 4, 345-350
- A remark on the \lambda -invariant of real quadratic fields (with T. Fukuda, K. Komatsu), Proc. Japan Acad. Ser. A Math. 62(1986), no.8, 318-319
- A note on the Pell equation, Tokyo J. Math. 2(1979), no. 1, 133-136
- Diophantine representation of the set of prime numbers (with J. P. Jones, D. Sato, D. Wiens), Amer. Math. Monthly 83(1976), no. 6, 449-464
- 整数論と計算機について, 数学 26(1974), no. 3, 193-200
- On cubic Galois extensions of {\displaystyle \scriptstyle \mathbb {Q} ({\sqrt {-3}})}, Proc. Japan Acad. 46(1970), 397-400
- On the class number and the unit group of certain algebraic number fields, J. Fac. Sci. Univ. Tokyo Sect. I 13(1966), 201-209

## 主な著書・訳書
- 『数の世界』、岩波書店、1981、ISBN 978-4000055000
- 『コンピュータ入門』、岩波書店、1982、ISBN 978-4000076388
- 『高速演算法と素数判定』、上智大学数学講究録 15、1983
- 『コンピュータ素因子分解』、遊星社、1987、改訂版 1999、ISBN 978-4795268890
- 『反例から見た数学』、遊星社、1989、新版 2003、（岡部恒治、一松信、白井古希男と共著）、ISBN 978-4795268975
- 『計算数学』、朝倉書店、2000、ISBN 978-4254114423
- 『素数全書－計算からのアプローチ』（訳書、R.Crandall、C.Pomerance著）、朝倉書店、2010、ISBN 978-4254111286

## 主な著書（編）
- プラタンBOOKSシリーズ、海文堂出版、1995年（平成7年） 3月 -

## 一般向け活動
- 「数学セミナー」（日本評論社）の「エレガントな解答をもとむ」に出題57回（1970－1992）ほか記事執筆多数
- 上智大学コミュニティカレッジ・オープンキャンパス体験授業などに数多く出講

## その他（参考）
- 『和田秀男さんを偲ぶ会－パンフレット－』2012.3.17（上智大学2号館5階マルシェ）
- 鈴木治郎、『和田秀男先生の数学』、国際ICT利用研究学会論文誌、第1巻第1号，102-110、(2017)、ISSN 2433-0205

## 脚註
1. ↑  訃報：上智大学理工学部名誉教授の和田秀男先生が、1月7日逝去されました 上智大学ソフィア会告知 2012年1月12日付